# Gerbe (Aínsa)
Gerbe (aragonesisch Cherbe) ist ein spanischer Ort und eine ehemalige Gemeinde in der Provinz Huesca der Autonomen Gemeinschaft Aragonien. Gerbe gehört zur Gemeinde Aínsa-Sobrarbe. Der Ort auf 869 Meter Höhe liegt circa sechs Kilometer südöstlich von Aínsa. Gerbe hatte im Jahr 2019 nur 26 Einwohner.

## Sehenswürdigkeiten
- Kirche San Miguel (Bien de Interés Cultural), erbaut im 16. Jahrhundert

## Weblinks

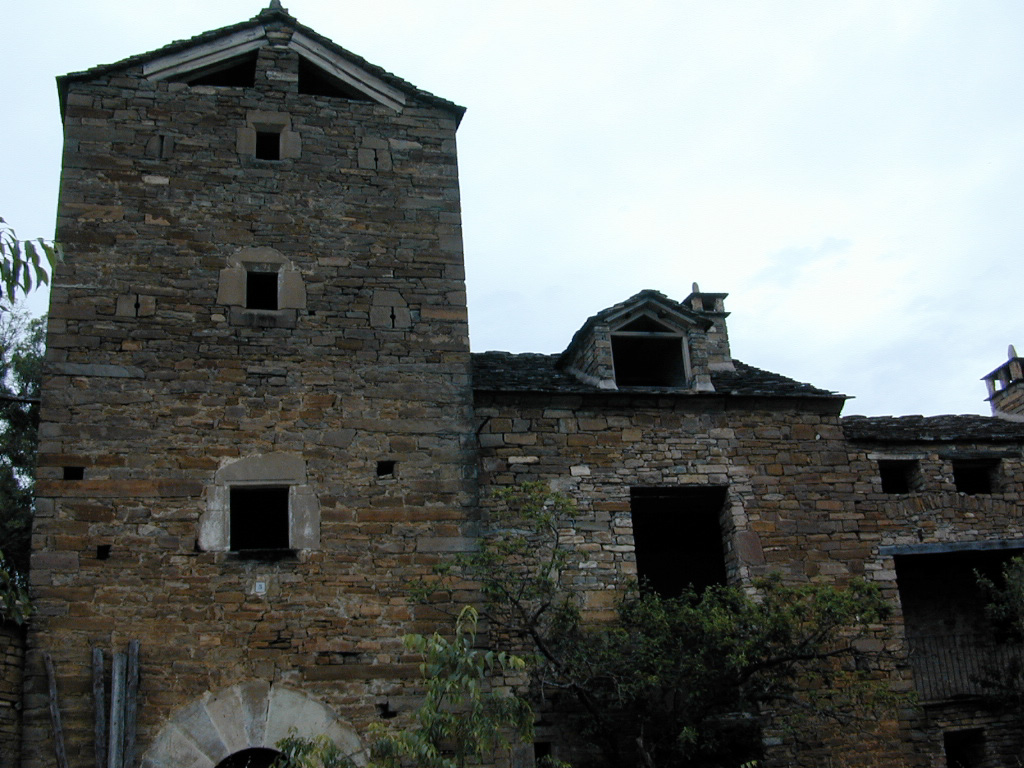
Casa la Abadía